# Публій Осторій Скапула
Публій Осторій Скапула (*Publius Ostorius Scapula, бл. 15 —52) — військовий та державний діяч часів ранньої Римської імперії.

## Життєпис
Походив зі стану вершників — роду Осторіїв. Син Квінта Осторія Скапули, одного з перших префектів преторія імперії. Обрав для себе військову кар'єру. У 43 році брав участь в першому поході під командуванням Авла Плавція на підкорення Британії. У 45 році стає консулом-суфектом (разом з Марком Клувієм Руфом).
У 47 році імператор Клавдій призначає Скапулу проконсулом Британії. На цій посаді завдав вирішальної поразки західним та північним племенам бриттів. Спочатку завдав поразки бригантам, потім змусив плем'я іценів з царем Прасутагом визнати владу імперії у 48 році. У 49 році заснував в колишній столиці племені тринобатів Камулодунумі (сучасне м. Колчестер) римську колонію, що офіційно називалася Колонія Клавдія Віктрікентсіс (лат. Colonia Claudia Victricensis). Згодом створено муніципій Веруламій, що став найбільшим містом у провінції Британія. У 51 році остаточно придушив спротив сілурів на чолі із Каратаком. За це від сенату отримав право на тріумф. У 52 році бріганти з володаркою Картімандуєю уклали із Римом союз. Проте того ж року Скапула помер.